# Sze-wing Lee
Sze-wing Lee, née le 5 mai 2001, est une coureuse cycliste honkongaise, pratiquant à la fois la piste et la route. Elle est surnommée Céci.

## Biographie
Sze-wing Lee commence sa carrière sportive par le triathlon. Constatant que le cyclisme était son point faible, elle décide de se renforcer sur cette discipline. C'est donc en cyclisme qu'elle remporte plusieurs titres nationaux et continentaux en catégories de jeunes.
Elle est sélectionnée par l'équipe du Portugal pour participer aux Jeux olympiques de Paris 2024, à la fois sur la piste, où elle termine 21e de l'omnium et sur la course en ligne , où elle termine à la 64e place. Elle est porte-drapeau de la déléguation hongkongaise lors de la cérémonie de clôture.

## Palmarès sur route

### Par années
- 2018
  -  Championne de Hong Kong sur route juniors
  - 2e du championnat de Hong Kong du contre-la-montre juniors
  -  Médaillée de bronze du championnat d'Asie du contre-la-montre juniors
- 2019
  -  Médaillée d'or du championnat d'Asie sur route juniors
  -  Championne de Hong Kong sur route juniors
  -  Championne de Hong Kong du contre-la-montre juniors
  -  Médaillée de bronze du championnat d'Asie du contre-la-montre juniors
- 2023
  -  Championne de Hong Kong sur route
  - 5e du championnat d'Asie du contre-la-montre par équipes mixtes
- 2024
  -  Championne de Hong Kong sur route
  -  Médaillée de bronze du championnat d'Asie du contre-la-montre par équipes mixtes
  - 2e du championnat de Hong Kong du contre-la-montre
  - 8e du championnat d'Asie sur route
- 2025
  - 2e du Tour de Thaïlande
  -  Médaillée de bronze du championnat d'Asie sur route
  -  Médaillée de bronze du championnat d'Asie du contre-la-montre par équipes mixtes

### Classements mondiaux
| Année                                 | 2023 | 2024 |
| ------------------------------------- | ---- | ---- |
| Classement UCI                        | 197e | 188e |
| UCI World Tour                        | 309e | nc   |
|                                       |      |      |
| Légende : nc = non classéSource : UCI |      |      |

## Palmarès sur piste

### Championnats d'Asie
- Jincheon 2020
  -  Médaillée de bronze de l'omnium
- Nilai 2023
  -  Médaillée d'argent de l'omnium
  -  Médaillée de bronze du scratch
- New Delhi 2024
  -  Médaillée d'argent du scratch
  -  Médaillée d'argent de l'élimination
  -  Médaillée de bronze de l'américaine
  -  Médaillée de bronze de l'omnium
- Nilai 2025
  -  Championne d'Asie du scratch
  -  Médaillée d'argent de l'élimination
  -  Médaillée d'argent de l'américaine
  -  Médaillée d'argent de l'omnium
  -  Médaillée de bronze de la poursuite par équipes

### Jeux asiatiques
- Hangzhou 2022
  -  Médaillée d'argent de la course à l'américaine
  -  Médaillée d'argent de l'omnium
  -  Médaillée de bronze de la poursuite par équipes